# Padhi Frieberger
Padhi Frieberger (* 28. September 1931 als Walter Frieberger in Meidling im Tale / Bezirk Krems-Land / Niederösterreich; † 9. Jänner 2016 in Wien) war ein österreichischer Maler, Objektkünstler, Fotokünstler und Jazzmusiker, der häufig als den Kunstmarkt generell verweigernder Nonkonformist begriffen wurde. Dies brachte er auch häufig in seiner Mail Art zum Ausdruck.

## Leben und Werk
Frieberger lebte zeitweise auf Schloss Hagenberg (Bezirk Mistelbach) in Abgrenzung zur „bornierten Wiener Philister- und Kunstspießergesellschaft“, den sogenannten „Warmduschern“ ohne Strom und Heizung. Zeitweise war er Jazzmusiker bei Fatty George im Art-Center in Wien. Ohne selbst jemals eine Kamera besessen zu haben, erarbeitete er ein fotografisches Werk. Er gilt als einer der radikalsten Pioniere der österreichischen Kunstszene nach dem Zweiten Weltkrieg und war zunächst im Umkreis der Wiener Gruppe aktiv.
Frieberger hieß mit bürgerlichem Vornamen Walter, nannte sich aber in einer Verballhornung von „Buddy“ Padhi. Anfang bis Mitte der 1950er Jahre war er mit Maria Lassnig liiert.
Ab den 1950er Jahren versandte er Mail-art in die ganze Welt. Er war jahrelang ein fixer Besucher in Erich Johams Salon. Friebergers Kunstschaffen lässt sich konsequent nicht zuordnen, da seine Werke zu vielfältig sind und sich damit einer Kategorisierung entziehen. Sein Lebensstil war prekär. Es gelang erst spät eine Vermarktung seiner Kunst.
Für ein Gesamtverständnis  sind die Filme (Regie: Ferry Radax 1959–1961, Ferry Radax 1968/69, Ernst Josef Lauscher 1970, ORF 1971, Gerlinde Semper 1982, Peter Noever & Achille Castiglioni 1984, Karo Wolm & Peter Resetarits 1986, Fritz Kleibel 1994) von Bedeutung.  Die Filme liefen sowohl beim Viennale Filmfestival wie auch in ORF-Kunst-/Kultursendungen. Frieberger starb am 9. Jänner 2016 in Wien. Er wurde am Wiener Zentralfriedhof bestattet.

## Nachlass
Seit 2016 befinden sich die Blöcke I–III des Nachlasses in der Österreichischen Galerie Belvedere. Den Nachlass-Block IV teilen sich die Albertina Wien und die Galerie OstLicht. Block V befindet sich in den Landessammlungen Niederösterreich / Sammlungsbereich Kunst nach 1960.

## Auszeichnungen
- 2001: Preis der Stadt Wien für Bildende Kunst

## Ausstellungen
- 2008: Künstler im Fokus #3 Padhi Frieberger. MAK Wien[19]
- 2012: Padhi Frieberger im Frohner Forum der Kunsthalle Krems[20]
- 2013: Padhi Frieberger Künstler-Weltkritiker-Philosoph, Mail-Arts, Druckgrafiken, Objekte. GALERIE – halle Linz[21]
- 2018: Weltberühmt in Krems. Von Kremser Schmidt zu Padhi Frieberger. Landesgalerie Niederösterreich im MuseumKrems[22]
- 2020: The Beginning. Kunst in Österreich 1945 bis 1980. Albertina modern[23]
- 2021: Padhi Frieberger Fotokunst 1950–2000. Westlicht Schauplatz für Fotografie[24]